# Малкачанский залив
Малкачанский — залив на северо-востоке Охотского моря в Ямской губе в заливе Шелихова.

## Гидроним
Название от эвенского Мулкачан — «лось (двух лет)».

## География
От Ямской губы отделён Малкачанской косой шириной 50—250 метров, сложенной галькой и вытянувшейся к югу на 6 километров. У северного основания коса изрезана заливами и бухточками и разорвана нешироким проливом, преобразующим южную часть косы в остров. Противоположную сторону косы омывает бухта Отрезанная. На севере залива находится гора Иретская высотой 895 метров.
В залив впадают реки Малкачан, Хобота. В устье Малкачана расположен нежилой одноимённый посёлок.
С юго-запада к дельте реки Малкачан примыкает обширная безлесная равнина миоценового возраста, сложенная морскими песками и заполняющая всё междуречье рек Яма и Малкачан. Малкачанская равнина выглядит равнобедренным треугольником со стороной около 30 километров. Она приподнята на высоту 12—22 метров, сильно заболочена и покрыта множеством озёр. На берег Малкачанского залива терраса выходит невысокими, протяжёнными обрывами.
Приливно-отливные колебания в заливе неправильные, суточные, с амплитудой до 4 метров. При отливе в северной части обнажаются илисто-песчаные осушки площадью до 75 км².
Входит в состав заказника регионального значения «Малкачанская тундра».
В заливе водятся морские виды рыб, гольцы, тихоокеанские лососи.